# بروس غراهام (لاعب هوكي الجليد)
بروس غراهام هو لاعب هوكي الجليد كندي، ولد في 2 ديسمبر 1985 في مونكتون في كندا.

## وصلات خارجية
- بروس غراهام على موقع دوري الهوكي الوطني (الإنجليزية)
- بروس غراهام على موقع EliteProspects.com (الإنجليزية)
- بروس غراهام على موقع HockeyDB.com (الإنجليزية)